# Frank Messervy
Sir Frank Walter Messervy, KCSI, KBE, CB, DSO & Barra (9 de desembre de 1893 - 2 de febrer de 1974) va ser un oficial de l'exèrcit indi britànic a la Primera i Segona Guerra Mundial. Després de la seva independència, va ser el primer comandant en cap de l'exèrcit del Pakistan (15 d'agost de 1947 - 10 de febrer de 1948). Anteriorment, havia servit com a oficial general comandant en cap del Comandament del Nord, l'Índia, del 1946 al 1947.

## Biografia
Messervy va néixer l'any 1893 a Trinitat, enviat a Anglaterra, va ser educat inicialment a l'Eton College i al Royal Military College de Sandhurst i va ser destinat a l'exèrcit indi el 1913 i el 1914 es va unir al 9th Hodson's Horseque més tard va passar a formar part del 4t Duke of Cambridge's Own Hodson's Horse. Va combatre a la Primera Guerra Mundial a França, Palestina i Síria des de 1914 fins a 1918. Més tard va servir al Kurdistan el 1919.
Després d'assistir a la Staff College de Camberley, de 1925-1926, Messervy va ser nomenat instructor a la Staff College de Quetta de 1932 a 1936. Va ser nomenat Comandant del 13è Duke of Connaught's's Own Lancers, llavors acantonat a l'Índia Britànica, durant els anys 1938 i 1939.

## Segona Guerra Mundial

### Àfrica oriental
El setembre de 1939, Messervy va ser ascendit a coronel i es va convertir en oficial d'estat major de la 5a divisió d'infanteria índia, que estava a punt de formar-se a Secunderabad. A mitjans de 1940, la divisió va ser enviada al Sudan per contrarestar l'amenaça de les forces italianes amb seu a l'Àfrica oriental italiana. Messervy va ser nomenat comandant de la Força Gazelle. Creada el 16 d'octubre de 1940, va ser una formació mòbil de reconeixement i atac de la mida d'un batalló ampliat creada a partir d'elements de la 5a Divisió índia. Durant la següent campanya d'Àfrica Oriental, Messervy va comandar la Força Gazelle amb notable èxit, darrerament adscrit a la 4a Divisió d'Infanteria índia. El 13 de febrer de 1941, la campanya s'havia tornat estàtica i la formació de Messervy es va dissoldre.
A principis de març de 1941, Messervy va ser ascendit a brigadier en funcions per comandar la 9a Brigada d'Infanteria de la 5a Divisió d'Infanteria de l'Índia i va tenir un paper important en la tercera batalla de Keren durant la segona meitat de març de 1941. La seva promoció estava relacionada en part amb les seves accions durant l'avanç des de Kassala a través d'Agordat fins als primers combats a Keren durant el febrer
Quan el major general Noel Beresford-Peirse, llavors comandant de la 4a Divisió d'Infanteria índia, va ser ascendit al comandament del XIII Cos al nord d'Àfrica Messervy, va ser nomenat per ocupar el seu lloc.

### Nord d'Àfrica

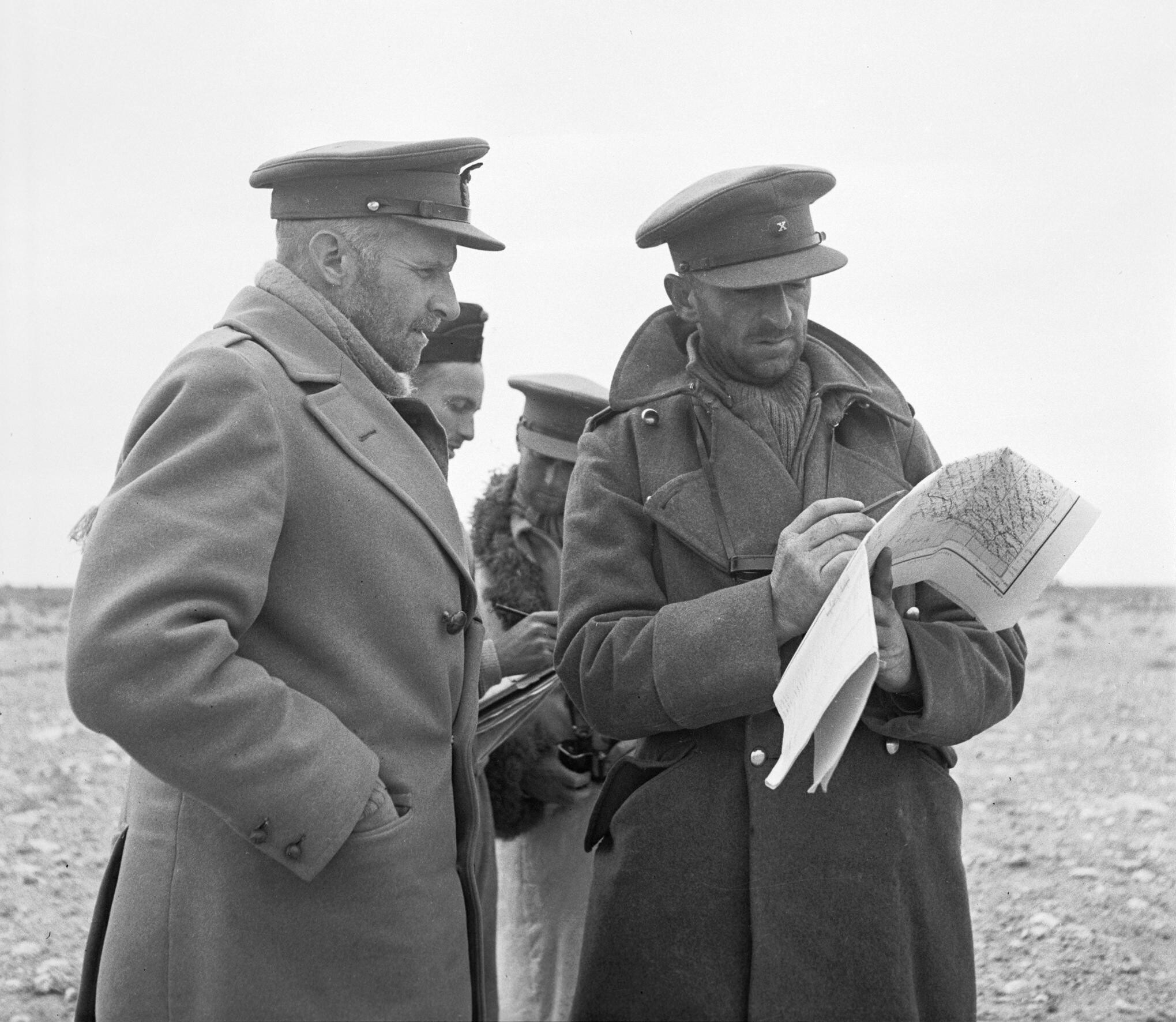
Sir Frank Messervy, donant ordres al sud-oest de Gazala.

La 4a divisió índia va ser enviada al nord d'Àfrica l'abril de 1941, participant a l'operació Battleaxe al juny. Durant l'operació Crusader al novembre d'aquell any, la 4a divisió índia, atrinxerada a la frontera entre Egipte i Líbia, va tenir un paper clau en aturar els tancs de Rommel després que haguessin derrotat els blindats britànics a Sidi Rezegh. La divisió van participar en la persecució del Vuitè Exèrcit quan Rommel es va retirar de les seves posicions defensives a Gazala al desembre, acabant l'any a Bengasi.
Al gener de 1942, Messervy va ser nomenat per substituir Herbert Lumsden, el comandant ferit de la 1a Divisió Blindada que havia arribat recentment al desert. Durant l'atac de Rommel des d'El Agheila a finals de gener de 1942, la divisió va ser superada pels tancs de l'Eix i va ser fortament derrotada. Al retorn de Lumsden el març de 1942, Messervy va ser traslladat al comandament de la 7a Divisió Blindada que havia perdut el seu comandant, Jock Campbell, mort en un accident de cotxe. Messervy va ser l'únic oficial de l'exèrcit indi britànic a comandar una divisió britànica durant la Segona Guerra Mundial.
Quan el Quarter General de la divisió va ser envaït pels alemanys a l'inici de la batalla de Gazala, va ser capturat (27 de maig de 1942); però, es va treure totes les insígnies i va aconseguir enganyar als alemanys fent-los creure que era un ajudant de camp i es va escapar amb altres membres del seu estat major per reincorporar-se al Quarter General de la divisió l'endemà.
Messervy sabia poc sobre tancs i els seus superiors no van considerar un gran èxit el seu comandament de divisions blindades. Va ser destituït del comandament de la 7a Divisió Blindada pel comandant del Vuitè Exèrcit Neil Ritchie a finals de juny de 1942 després de la severa derrota que la divisió havia patit a la batalla de Gazala. El 1942 es va traslladar al Caire com a cap adjunt de l'estat major del comandament de l'Orient Mitjà i uns mesos després va ser enviat a l'Índia per crear la 43a divisió blindada índia com a comandant. Originalment destinada al servei a Pèrsia, la divisió es va dissoldre l'abril de 1943 quan l'amenaça a Pèrsia va ser eliminada per la victòria soviètica a Stalingrad

### Índia i Birmània

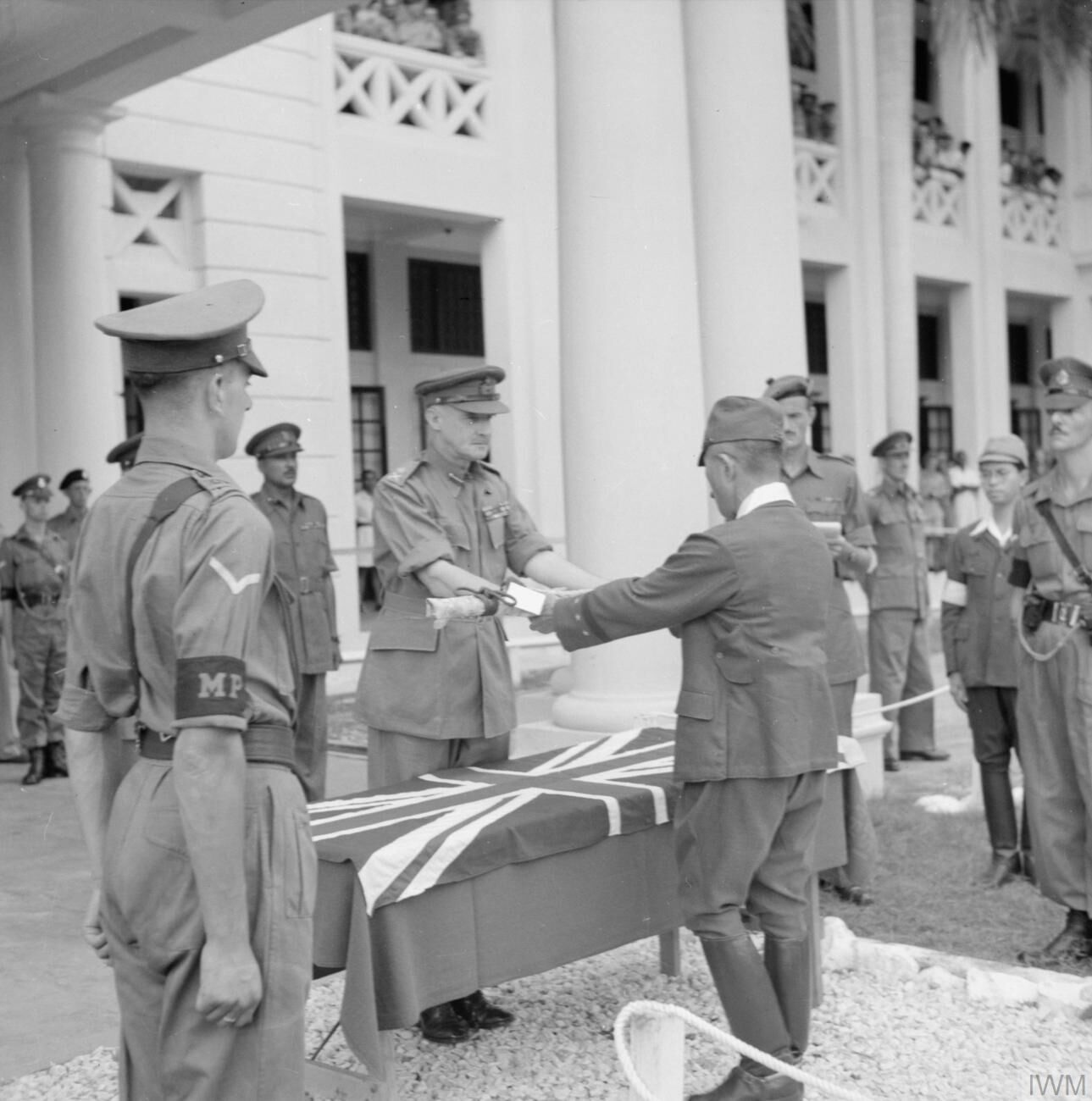
Sir Frank Messervy rep l'espasa del general Seishirō Itagaki, en la cerimònia formal de rendició celebrada a Kuala Lumpur, el 22 de febrer de 1946.

Messervy va ser destinat al Quarter General del Comandament de l'Índia l'any 1943, on va argumentar amb èxit contra l'opinió, que llavors era predominant, que només es podien utilitzar tancs lleugers a Birmània. Això va tenir un impacte significatiu el 1944 i el 1945, quan els tancs mitjans es van utilitzar eficaçment contra els japonesos.
El juliol de 1943, Messervy va ser traslladat a la 7a Divisió d'Infanteria de l'Índia. A l'ofensiva japonesa del febrer de 1944, malgrat tenir el seu quarter general envaït i dispers i les seves línies de subministrament compromeses, les brigades de Messervy van dur a terme una defensa reeixida mentre eren subministrades per aire. Després de l'atac a finals de febrer, la 7a Divisió Índia va ser rellevada a mitjans de març.
El març de 1944, Messervy va perdre dues brigades enviades per reforçar les dures defenses a Imphal i Kohima a l'Índia. Al maig, tota la divisió tornava a la primera línia al sector de Kohima, lluitant en una batalla clau de cinc dies al poble de Naga. Després va avançar cap al riu Chindwin, combinant-se amb la 20a Divisió d'Infanteria índia per infligir una forta derrota als japonesos a Ukhrul.
El desembre de 1944, Messervy va ser nomenat Comandant del IV Cos, que va dirigir a l'ofensiva de 1945 durant la qual va capturar el centre de comunicacions clau de Meiktila a Birmània i va avançar cap a Rangún entre febrer i abril. Va ser nomenat Comandant en Cap del Comandament de Malàisia el 1945 després de la rendició japonesa.

### Pakistan i Kashmir
A prop de la partició de l'Índia, Messervy va ser nomenat oficial general comandant en cap del Comandament Nord de l'Índia de 1946 a 1947. Finalment, quan el Pakistan va néixer el 15 d'agost de 1947, va ser nomenat comandant en cap de l'Exèrcit del Pakistan.
Tot i ser a Londres a l'inici de la Guerra indopakistanesa de 1947 retorna via Delhi col·labora amb l'exercit pakistanès en la direcció de la campanya. És rellevat del seu destí el 1948 i es retira de l'Exèrcit.
Mort el 1974 a Heyshott, un petit poble del sud d'Anglaterra.

## Promocions
- Tinent de 2a - 22 de gener de 1913[6]
- Tinent - 22 d'abril de 1915[7]
- Capità - 22 de gener de 1917[8]
- Major - 22 de gener de 1931[9]
  - Acting Major – 23 de novembre a 27 de desembre de 1918[10]
  - Brevet Major – 1 de juliol de 1929[11]
- Tinent Coronel - 10 d'abril de 1938[12]
  - Local Tinent Coronel – 1 de setembre de 1932[13]
  - Brevet Tinent Coronel – 1 de juliol de 1933[14]
- Coronel - 19 d'abril de 1940[15]
- Major General - 17 d'abril de 1943[16]
  - Acting Major-General[17] (Temporary Brigadier) – 14 d'abril de 1941
  - Temporary Major-General – 14 d'abril de 1942[18]
- Tinent General - 1 de juny de 1945[19]
  - Acting Tinent Genera – 8 de desembre de 1944[20]
- General – 
  - Acting General – 15 d'agost de 1947[21]
  - General honorífic– 1948[22]

## Condecoracions
Cavaller Comandant de l'orde de l'Estrella de l'Índia
 Cavaller Comandant de l'orde de l'Imperi Britànic
 Company de l'orde del Bany
 Orde del Servei Distingit amb Barra
 3 Mencions als Despatxos
 Estrella de 1914-15
 Medalla Britànica de la Guerra 1914-20
 Medalla de la Victòria de 1914-1918
 Estrella de 1939-45
 Estrella d'Àfrica
 Estrella de Birmània
 Medalla de la Guerra 1939-1945 amb Menció als Despatxos
 Orde del Nil (Egipte)
 Legió del Mèrit (Estats Units)